# Davlos
Davlos (in greco Δαυλός?; in turco: Kaplıca), è un villaggio nella penisola del Karpas nel nord-est dell'isola mediterranea di Cipro. Esso è appartenente de iure al distretto di Famagosta di Cipro, mentre de facto si trova nel distretto di İskele della Repubblica Turca di Cipro del Nord.
Nel 2011, aveva una popolazione di 389 abitanti.

## Geografia fisica
Davlos è stato fondato vicino alla costa nord dell'isola, a tre chilometri dal castello di Kantara, all'estremità nordoccidentale della penisola del Karpas. Esso si trova sulle pendici nord dell'estrema parte orientale della catena montuosa di Kyrenia.

## Origini del nome
Davlos in greco significa "legna da ardere". Il nome turco Kaplıca significa "sorgente calda" da una sorgente minerale vicino al villaggio.

## Società

### Evoluzione demografica

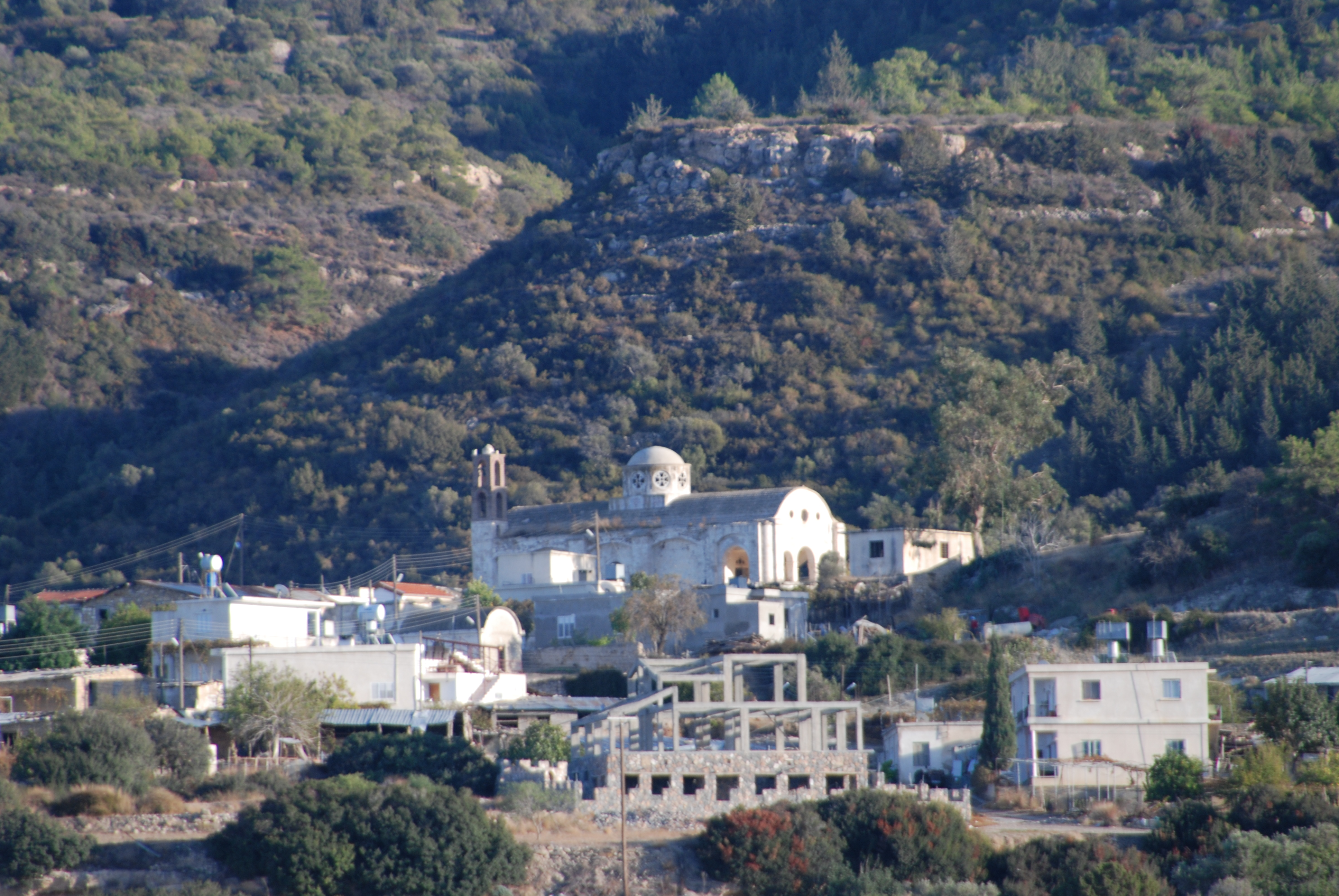
La chiesa ortodossa di Aghios Georgios

Il primo censimento ottomano del 1831 elenca 33 capifamiglia greci. Nel 1891, sotto il dominio coloniale britannico, la popolazione era di 396 abitanti, con quattro turchi che vivevano nel villaggio. Questi quattro furono contati anche nel 1911, e nel 1921 il loro numero era salito a 14. Nel frattempo, il numero di greci crebbe da 474 (1901) a 558 (1911) a 661 e 662 nei censimenti del 1921 e 1931 rispettivamente. Durante questo periodo i pochi turchi lasciarono il villaggio. La popolazione scese a 599 abitanti nel 1946 e ancora a 462 nel 1960, raggiungendo un minimo di soli 342 abitanti nel 1973. Nel 1974, il villaggio era abitato esclusivamente da greci ciprioti.

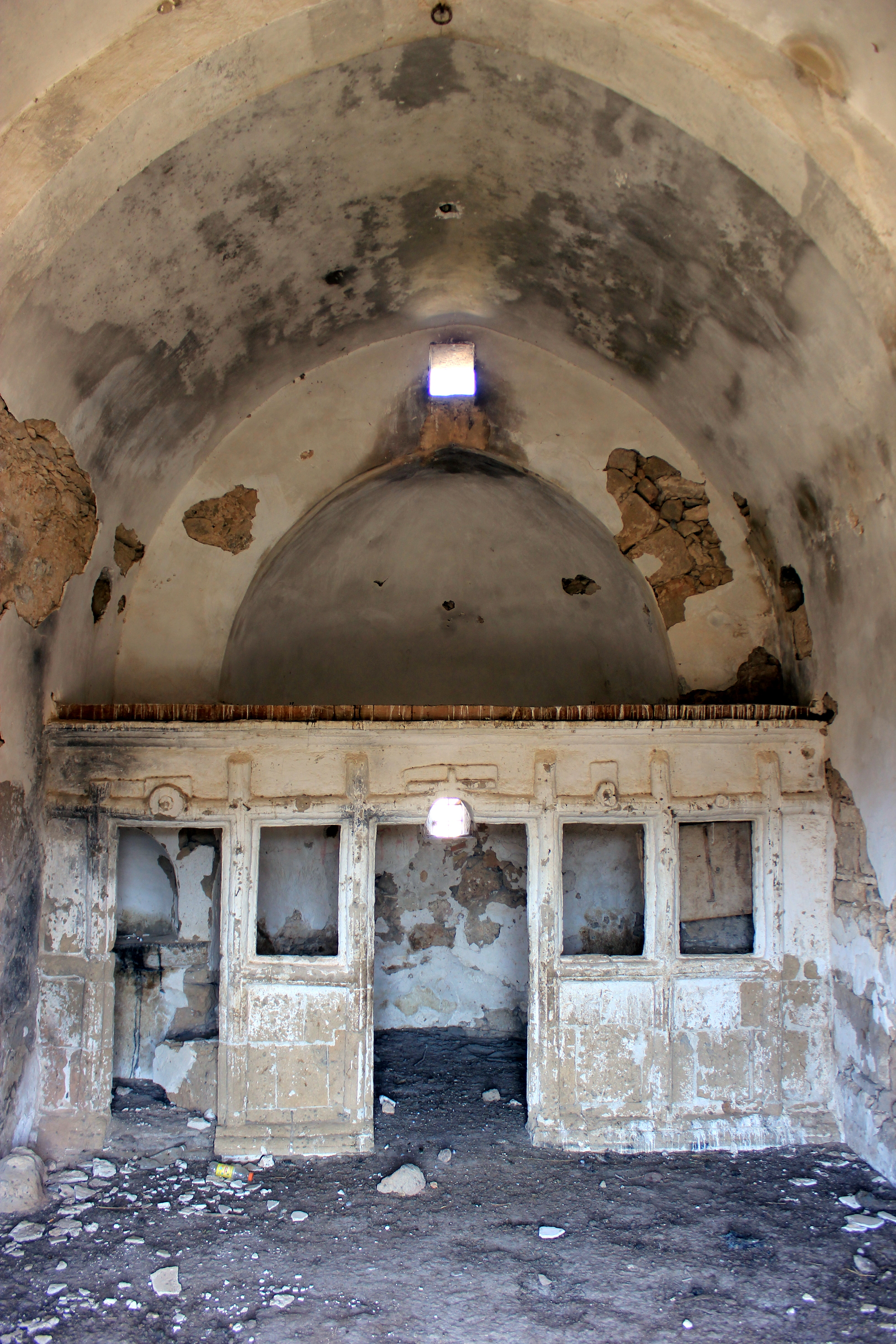
Cappella sconsacrata con resti di iconostasi vicino a Davlos

I circa 270 abitanti rimasti nel 1974 rimasero nel villaggio, ma anch'essi furono espulsi nell'estate del 1975 per vendicare gli attacchi dei nazionalisti greci. In totale, il numero di persone che sono fuggite da Davlos ammonta probabilmente a circa 350.
Nel 1976 e 1977, nuovi coloni turchi arrivarono da Uzuntarla (Alithinos) nel distretto di Çaykara del Mar Nero. Nel 2006, Kaplıca aveva 408 abitanti, nel 2011 solo 389.

## Economia
Il villaggio è un centro termale in via di sviluppo. Il sostentamento degli abitanti del villaggio è dato dall'allevamento e dalla pesca. L'aumento del turismo nel villaggio negli ultimi anni ha portato con sé ristoranti e ristoranti di pesce.